# Buslijn 125 (Amstelveen-Utrecht)
Buslijn 125 is een voormalige snelbuslijn die Amstelveen Busstation via de A2 met Utrecht Centraal verbond.

## Geschiedenis

### Lijn 8/18
Op 30 september 1960 werd door Maarse & Kroon een nieuwe lijn 8 ingesteld die reed van het Amstelstation in Amsterdam via Duivendrecht naar Ouderkerk aan de Amstel om vandaar via de in 1954 geopende A2 rechtstreeks naar Utrecht te rijden waar een standplaats werd gevonden op de Daalsedijk in de buurt van het station Utrecht Centraal. Hier was heel wat strijd aan vooraf gegaan nadat een vergunning in maart 1959 was afgewezen door de Commissie Vergunningen Personenvervoer en uiteindelijk door een beslissing van de kroon de verbinding aan M&K kon worden toegewezen. Op een M&K lijnennetkaart uit 1963 is te zien dat de lijn is gesplitst in een tak naar Schiphol-Oost, Badhoevedorp en Haarlem en een tak naar Duivendrecht en Amsterdam Amstelstation.In 1967 bij de opening van Schiphol Centrum werd de tak naar het Amstelstation verlegd naar Schiphol Centrum en vernummerd in lijn 18 en de tak naar Haarlem vernummerd in lijn 88. 

### Lijn 48
In 1973 werd lijn 18 door de toenmalige, pas opgerichte, streekvervoerder Centraal Nederland (voortgekomen uit Maarse & Kroon en NBM) vernummerd in lijn 48 en verlegd naar het Haarlemmermeerstation in Amsterdam in plaats van naar Schiphol-Centrum en reed via Buitenveldert, Amstelveen en Ouderkerk aan de Amstel en vandaar rechtstreeks via de A2 naar Utrecht Centraal. De lijn reed alleen maandag tot en met vrijdag overdag en bood de inwoners van Amsterdam-Zuid, Amstelveen en Ouderkerk aan de Amstel een snelle rechtstreekse verbinding met het centrum van Utrecht. Ook voor de bewoners van Amsterdam-Zuidoost was de lijn (met overstap in Ouderkerk aan de Amstel) een optie.

### Lijn 125
Vanaf 1980 begon CN met het systematisch omhoognummeren van de lijnnummers tot 100-en; lijn 48 kwam in mei 1981 aan de beurt, maar omdat er al een lijn 148 was ingesteld tussen Amstelstation en Aalsmeer werd de lijn tot 125 vernummerd.   
In 1986 werd lijn 125 verlegd van Amstelveen Plein 1960 naar station Haarlem en kwam het traject in Amsterdam (Amstelveenseweg-Haarlemmermeerstation) te vervallen. Ook ging de lijn in het weekeinde en in de avonduren rijden. Lijn 125 reed nu (hoofdzakelijk) met speciale luxe lijnbussen.
In mei 1994 werd CN opgedeeld (feitelijk teruggesplitst) in NZH en Midnet; lijn 125 was voortaan een NZH-lijn en werd ingekort tot het traject Amstelveen Plein 1960-Utrecht Centraal. Het traject Amstelveen-Haarlem werd al bediend door de Bijlmerlijnen 174, 175 en 176.
Anders dan men verwachtte werd lijn 125 niet tot interliner omgezet; waarschijnlijk vanwege de filevorming waardoor de lijn niet aan de kwaliteitseisen van een interliner kon voldoen. Wel kwam er een afroephalte bij Abcoude. In mei 1999 fuseerden NZH en Midnet met andere streekvervoerders tot Connexxion.  
In december 2002 werd lijn 125, samen met de lijnen 120, 124 126, 128 en 140, overgedragen aan de BBA, alweer de vierde exploitant in acht jaar tijd. Nadat de avonddienst in de loop der jaren al steeds verder was ingekrompen reed lijn 125 later helemaal niet meer 's avonds vanwege het geringe aantal passagiers.
In december 2008 kwam de concessie Utrecht Noord-West weer in handen van Connexxion; lijn 125 werd echter opgeheven waardoor de reizigers uit Amstelveen hun rechtstreekse verbinding met Utrecht verloren. Zij zijn nu aangewezen op de trein (met overstap op andere bus of tramlijnen) vanaf de stations Amsterdam Zuid, Amsterdam Bijlmer-Arena of Schiphol.